# Lisa Aurell

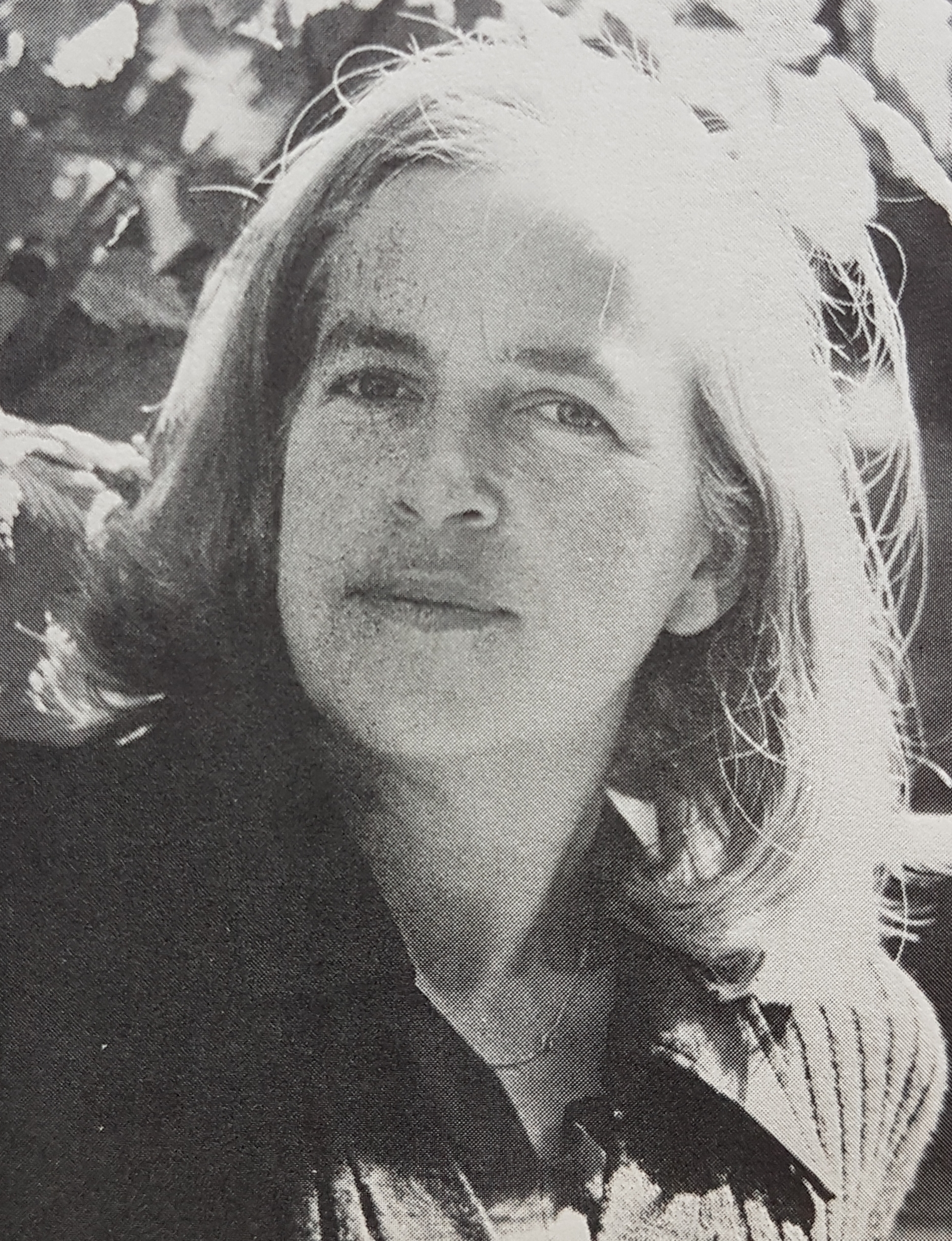
Lisa Aurell

Elisa Lisa Birgitta Aurell, född 11 juli 1932 i Mangskog, död 3 februari 2003 i Mangskog, var en svensk konstnär. Hon var dotter till författarna Tage Aurell och Kathrine Aurell. 
Lisa Aurell studerade vid Statens kunstakademi i Oslo 1953–1956 för Per Krohg, samt i Köpenhamn. Hon medverkade i samlingsutställningar på Liljevalchs vårsalong  och utställningen Fören i Stockholm, Föreningen Svenska Konstnärinnor, Novrograd, Stockholmspostens konstförening, Värmlands konstförenings Höstsalonger i  Karlstad, samt i Värmland och Jönköpings museers utställningar. Separat har hon ställt ut i Stockholm, Göteborg, Mangskog och på Fryksta station.
Hon tilldelades Stockholm kommuns kulturstipendium, Värmlands konstförenings stipendium och Thor Fagerkvist-stipendiet.
Aurell är representerad på Värmlands museum, Rackstadmuseet i Arvika, Göteborgs konstmuseum[källa behövs], Centralsjukhuset i Karlstad, Statens konstråd samt i Stockholm, Göteborg, Linköping, Karlstad, Sirishamn och Arvika kommuners konstsamlingar.
Lisa Aurell är begravd på Mangskogs kyrkogård.